# Större julklappsmask
Större julklappsmask (Tubulanus superbus) är en djurart som tillhör fylumet slemmaskar, och som först beskrevs av Rudolf Albert von Kölliker 1845. Enligt Catalogue of Life ingår Större julklappsmask i släktet Tubulanus och familjen Tubulanidae, men enligt Dyntaxa är tillhörigheten istället släktet Tubulanus, och ordningen Palaeonemertea. Arten är reproducerande i Sverige. Inga underarter finns listade i Catalogue of Life.